# Ctenogobiops pomastictus
Ctenogobiops pomastictus là một loài cá biển thuộc chi Ctenogobiops trong họ Cá bống trắng. Loài này được mô tả lần đầu tiên vào năm 1977.

## Từ nguyên
Tính từ định danh pomastictus được ghép bởi hai âm tiết trong tiếng Hy Lạp cổ đại: pôma (πῶμα; “nắp đậy”) và stiktós (στικτός; “có đốm”), hàm ý đề cập đến các đốm ở rìa trên nắp mang của loài cá này.

## Phân bố và môi trường sống
Từ biển Andaman, C. pomastictus có phân bố trải dài về phía đông đến quần đảo Mariana và Fiji, ngược lên phía bắc tới quần đảo Ryukyu (Nhật Bản), xa về phía nam tới bờ bắc Úc và Nouvelle-Calédonie. Ở Việt Nam, C. pomastictus được ghi nhận tại vịnh Nha Trang.
C. pomastictus sống trên nền cát và đá vụn của thảm cỏ biển, rạn san hô và đầm phá, được tìm thấy ở độ sâu đến ít nhất là 15 m.

## Mô tả
Chiều dài chuẩn lớn nhất được ghi nhận ở C. pomastictus là 8 cm. Cá có màu xám nhạt. Hai bên thân có bốn hàng đốm vạch màu nâu sẫm (hàng giữa bên thân có các đốm lớn nhất, có đốm nhỏ màu vàng cam giữa mỗi cặp đốm nâu hàng này). Đầu và thân rải rác những đốm nhỏ màu vàng nâu. Phần gốc vây ngực có đốm trắng.
Số gai ở vây lưng: 7; Số tia ở vây lưng: 11–12; Số gai ở vây hậu môn: 1; Số tia ở vây hậu môn: 11–12.

## Sinh thái
C. pomastictus sống cộng sinh trong hang với tôm gõ mõ (đặc biệt là Alpheus djeddensis hoặc Alpheus ochrostriatus).

## Thương mại
C. pomastictus là một thành phần trong ngành buôn bán cá cảnh.